# Biquinho (romance)
Biquinho é um romance infanto-juvenil de Miguel M. Abrahão, escrito em 1973 e publicado em 1983 no Brasil
.

## Sinopse
Biquinho é um romance infanto/juvenil que retoma a magia dos antigos contos de fadas e remete o leitor ao convívio mais efetivo entre homens e animais. Em sua história singular, percebemos claramente a fusão de dois elementos essenciais na formação do ser humano: o lúdico e o pedagógico.
Biquinho é um sabiá que mesmo podendo alçar grandes voos ainda é insatisfeito com o que tem e quer sempre mais: quer conhecer as estrelas...! Junto com seu amigo, o pintassilgo Psiu, ele parte para uma viagem interplanetária e, claro!, irá se confrontar com o bem e o mal, com a possibilidade de ter todo o poder do universo em suas mãos ou renunciar a ele em benefício de cada ser vivente.
O romance, narrado em primeira pessoa pela hilária Ratazana Vaporosa, mantém um suspense até o fim, deixando o leitor com a inquietação sobre o verdadeiro caráter de Biquinho: seria o passarinho um herói ou um bandido?